# Christina Rundqvist Andersson

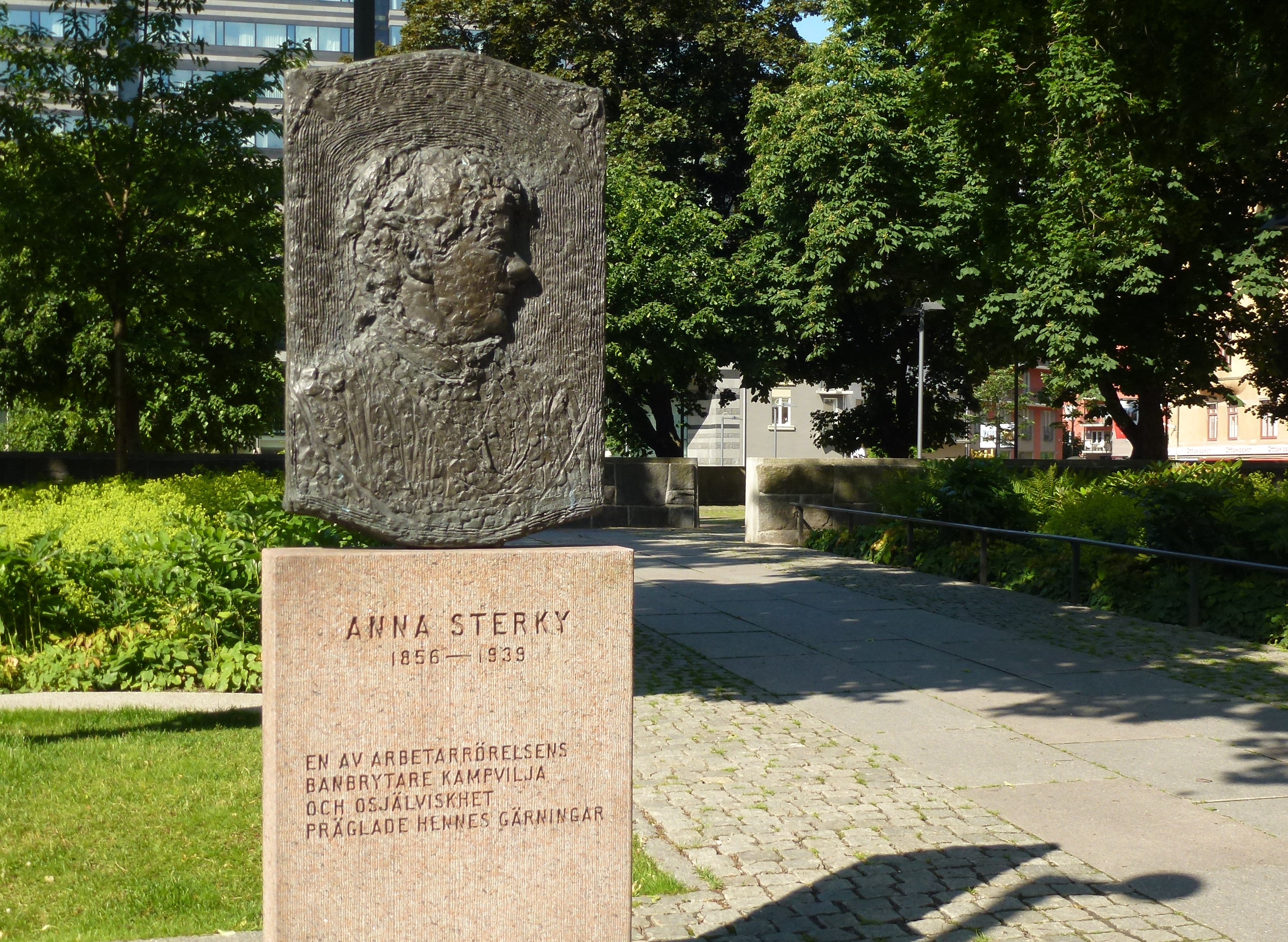
Anna Sterkys minne

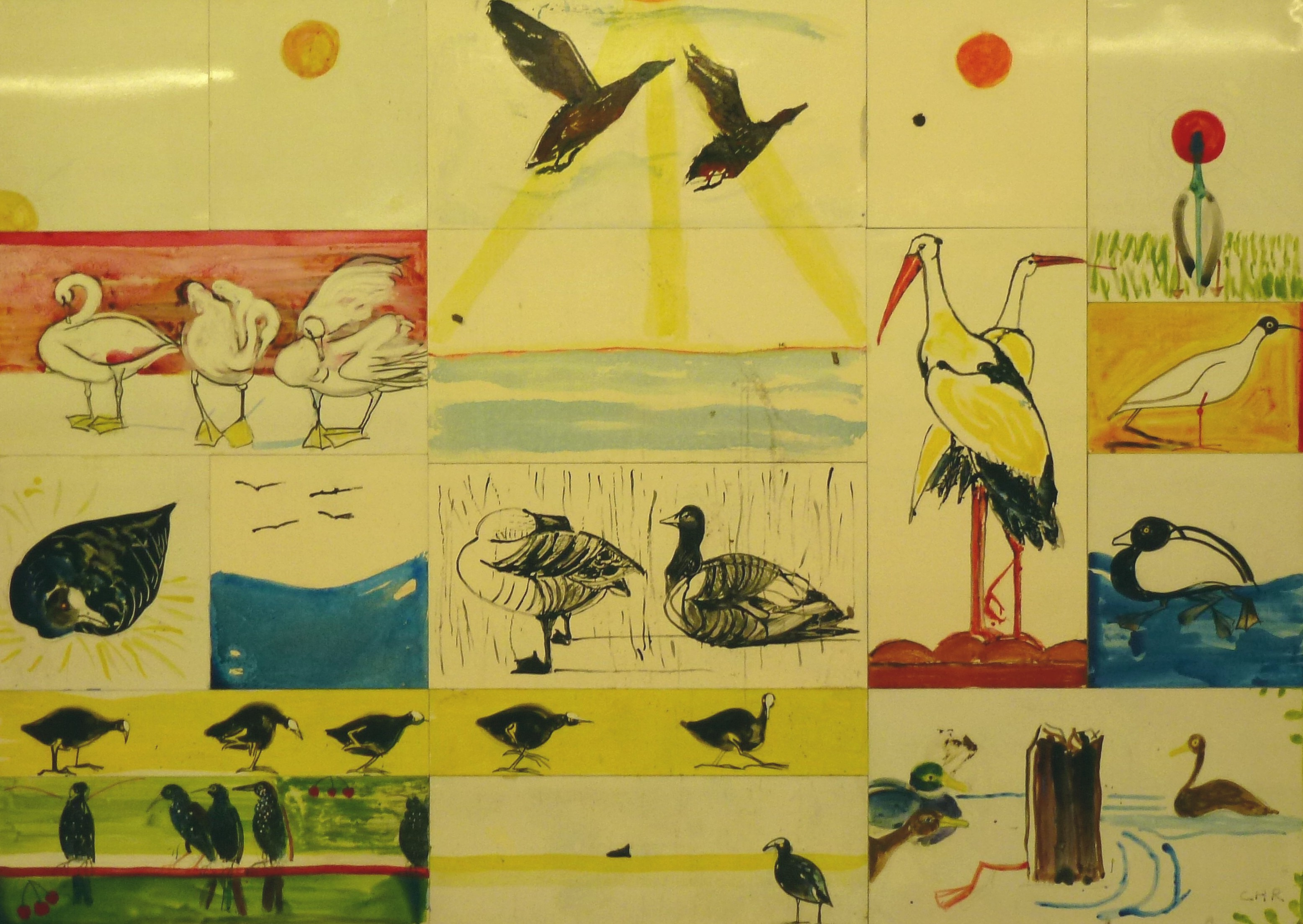
Sjöfåglar

Ingrid Christina Rundqvist Andersson, född 9 april 1940 i Stockholm, död sommaren 2018 i Stockholm, var en svensk skulptör och grafiker.
Rundqvist studerade för Heinrich Kirchner vid Akademie der Bildenden Künste München 1956–1958, vid Konsthögskolan i Stockholm 1960–1965 samt under studieresor till Irland och Italien. Separat ställde hon ut på Brown Tomas Little Theater i Dublin 1959 och hon har medverkat i samlingsutställningarna Stockholmssalongen på Liljevalchs konsthall och Independent Artists i Dublin. Tillsammans med Lennart Nyman, Clifford Jackson och Harvey Cropper ställde hon ut i Strängnäs. Hon var lärare vid Konstfack i Stockholm 1986–2006.
Hennes konst består av småskaliga figur- och djurstudier utförda i brons samt etsningar och akvareller med varierande motiv. Hon har också utfört reliefer i terrakotta, ofta i enkel form och ibland polykroma. Även hennes grafiska blad utstrålar ett enkelt men formsäkert uttryck. Bland hennes arbeten märks Anna Sterkys minne, en dubbelsidig bronsrelief till minnet av Anna Sterky, rest på Norra Bantorget 1988.
Hon var dotter till förman Emil Rundqvist och damfrisör Viola Svensson samt gift 1963–1966 med tv-journalisten Mårten Andersson. Christina Rundqvist Andersson är begravd på Skogskyrkogården i Stockholm.

## Offentliga arbeten i urval
- Hägerstensåsens medborgarhus, reliefer (1978)
- Skogshögskolan i Garpenberg, rundskulptur (1977)
- "Anna Sterkys minne" på Norra Bantorget i Stockholm (1988)
- Trapphus på Stockholms Universitetet, reliefer (1993)
- "Sjöfåglar", fågelplansch i Hjulsta tunnelbanestation (1973)
- Torneberga skola, Botkyrka kommun, reliefer (1972)
- Skulptur Sjöstadsgården, Stockholm (2008)
- Rundqvist Andersson är representerad vid bland annat Moderna museet i Stockholm,[4] Västerås konstmuseum, Norrköpings konstmuseum och Kalmar konstmuseum.[5][6]

### Fotnoter
1. ↑  Svenska Dagbladet, 13 september 2018, sid. 31
2. ↑  Vem är hon på Projekt Runeberg: Christina Rundqvist Andersson
3. ↑  ”Rundqvist Andersson, Ingrid Christina”. SvenskaGravar.se. https://www.svenskagravar.se/gravsatt/8dc8c9a3-a888-4e3c-8c21-23824193241c. Läst 12 april 2023.
4. ↑  Moderna museet
5. ↑  ”Kalmar konstmuseum”. Arkiverad från originalet den 10 december 2017. https://web.archive.org/web/20171210015828/http://konstdatabas.designarkivet.se/index.php/Detail/Object/Show/object_id/2018. Läst 9 december 2017.
6. ↑  svenskakonstnarer.se